# خلية التجسس الإيرانية في السعودية
خلية التجسس الإيرانية في السعودية هم مجموعة من الأفراد اللذين أعتقلتهم حكومة المملكة العربية السعودية في شهري مارس  و مايو  من عام 2013 بتهمة الجاسوسية لصالح جمهورية إيران الإسلامية .

## أفراد الخلية
بلغ عدد المقبوض عليهم من أفراد خلية التجسس 28 شخص ، 24 منهم من السعوديين و من بينهم أكادميين و مصرفي و 4 من المقيمين إثنين منهم من يحملون الجنسية اللبنانية و تركي و إيراني ، و قد أفرج عن أحد اللبنانيين بعد أن ثبتت براءته .

## كشف الخلية و القبض عليها
اكتشف أمر الخلية بعد توارد معلومات عنها لجهاز الإستخبارات العامة السعودية و قبضت وزارة الداخلية السعودية على أفراد الخلية في شهر مارس و بعدها بشهرين و بالتحديد في شهر مايو قبضت على بقية المتورطين .